# Universidad Hindú de Benarés
La Universidad Hindú de Benarés (en inglés Banaras Hindu University (BHU); hindi: [kaʃi hind̪u viʃvəvid̪yaləy]; anteriormente Central Hindu College), es una universidad pública central ubicada en Benarés, Uttar Pradesh. Fue establecida en 1916 por Madan Mohan Malaviya, con la cooperación de Annie Besant. Con más de 30 000 estudiantes que residen en el campus, es la universidad residencial más grande de Asia.